# Германци в Боливия
Германците в Боливия са етническа група в Боливия.

## Численост
В страната живеят общо 375 000 германци.  Това представлява 3% от населението.

## Религия
Основната религия на германците в страната е християнството.

## Образование
В град Сукре има едно германско историческо училище. 

## Известни личности
- Ервин Санчес